# Multiplano

Vista frontale

In aviazione, un multiplano è un velivolo ad ala fissa avente una configurazione con più piani alari. I piani alari possono essere impilati uno sopra l'altro, o uno dietro l'altro, o in combinazione di entrambe le soluzioni.
I velivoli aventi un numero di piani alari basso assumono dei nomi specifici:
- Biplano - due ali impilate una sopra l'altra.
- Triplano - tre ali impilate una sopra l'altra.
- Quadriplano - impilate una sopra l'altra.
- Ad ali in tandem - due ali principali una dietro l'altra.

Esempi di multiplani con più di quattro piani alari sono:
- Il Fokker V.8 (Quintuplano in tandem 3 x 2 + piano di coda)
- Il Caproni Ca.60 Transaereo (Noviplano in tandem alare 3 x 3 x 3)